# Ursula Bruhin
Ursula Bruhin, née le 19 mars 1970, est une snowboardeuse suisse, spécialiste du slalom parallèle.

## Palmarès

### Championnats du monde
- Médaille d'or en slalom parallèle en 2001
- Médaille d'or en slalom parallèle en 2003

### Coupe du monde
- 2 petits globe de cristal :
  - Vainqueur du classement slalom parallèle en 2002 et 2003.
- 29 podiums dont 12 victoires en slalom parallèle.